# Festiwal Polskich Wideoklipów Yach Film
Festiwal Polskich Wideoklipów Yach Film – jedyny w Polsce i jeden z niewielu w Europie festiwal teledysków. Najważniejszym punktem imprezy jest konkurs, w którym wybierany jest najlepszy polski wideoklip wyprodukowany w ciągu dwunastu miesięcy poprzedzających festiwal. Oprócz głównej nagrody – Grand Prix – przyznawane są także wyróżnienia w takich kategoriach jak: reżyseria, scenariusz, montaż, zdjęcia czy kreacja aktorska wykonawcy muzycznego.
Pierwszy festiwal został zorganizowany w Bydgoszczy w 1989 roku przez Yacha Paszkiewicza i Magdę Kunicką. W 1991 impreza została przeniesiona  do Gdańska, w 2017 roku do Opola, a w 2019 do Łodzi. Od 1993 do 2017 festiwal odbywał się corocznie. W latach 2003–2011 organizatorem było Stowarzyszenie Miłośników Sztuki Intermedialnej "Bursztynowe Oko".

## Laureaci Grand Prix
| Rok  | Teledysk                                                             | Artysta                        | Reżyser                                                         | Źródło |
| ---- | -------------------------------------------------------------------- | ------------------------------ | --------------------------------------------------------------- | ------ |
| 1991 | "Warszawa"                                                           | T.Love                         | Nery Catineau                                                   | [ 2 ]  |
| 1993 | "45-89"                                                              | Kult                           | Maciej Grzywaczewski (produkcja), Yach Paszkiewicz (realizacja) | [ 2 ]  |
| 1994 | za całokształt                                                       |                                | Filip Kovcin                                                    | [ 2 ]  |
| 1995 | "The Gardeners"                                                      | Varius Manx                    | Bolesław Pawica                                                 | [ 2 ]  |
| 1996 | "Po prostu bądź", "Po to jesteś"                                     | Maanam                         | Mariusz Grzegorzek                                              | [ 2 ]  |
| 1997 | "Bruk"                                                               | Sweet Noise                    | Jacek Taszakowski, Leszek Molski                                | [ 2 ]  |
| 1998 | za dotychczasowy dorobek w dziedzinie tworzenia polskich wideoklipów |                                | Janusz Kołodrubiec                                              | [ 2 ]  |
| 1999 | "Przystojny jestem"                                                  | Cezary Pazura                  | Mariusz Palej                                                   | [ 2 ]  |
| 2000 | "Gdzie ten, który powie mi"                                          | Brathanki                      | Radosław Zieliński, Michał Zieliński                            | [ 2 ]  |
| 2001 | "Malcziki"                                                           | Yugoton                        | Filip Kovcin                                                    | [ 3 ]  |
| 2002 | "Dzisiaj mnie kochasz, jutro nienawidzisz"                           | Sweet Noise i Anna Maria Jopek | Mikołaj Górecki, Piotr Mohamed                                  | [ 4 ]  |
| 2003 | "Testosteron"                                                        | Kayah                          | Jarosław Szoda, Bolesław Pawica                                 | [ 2 ]  |
| 2004 | "Ostatni raz"                                                        | Reni Jusis                     | Anna Maliszewska                                                | [ 2 ]  |
| 2005 | "Rower"                                                              | Lech Janerka                   | Rafał Garcarek                                                  | [ 5 ]  |
| 2006 | "Zbiera mi się"                                                      | Voo Voo                        | Sebastian Pańczyk                                               | [ 6 ]  |
| 2007 | "Dziwny jest ten kraj"                                               | Pink Freud                     | Maciej Szupica, Przemysław Adamski                              | [ 7 ]  |
| 2008 | "Jak nie Ty, to Kto?"                                                | O.S.T.R.                       | Balbina Bruszewska                                              | [ 8 ]  |
| 2009 | "O energocyrkulacji i szczęściu"                                     | L.U.C.                         | Michał Dziekan, L.U.C                                           |        |
| 2010 | "Nie znikaj"                                                         | Bajzel                         | Matthew Schroeder                                               | [ 9 ]  |
| 2011 | "Nie ma cwaniaka na warszawiaka"                                     | Projekt Warszawiak             | Krzysztof Skonieczny, Marcin Starzecki                          | [ 10 ] |
| 2012 | "Defto"                                                              | Jamal                          | Krzysztof Skonieczny                                            | [ 11 ] |
| 2013 | "Postój zimowy"                                                      | Czesław Śpiewa                 | M. Nygaard Hemmingsen                                           | [ 12 ] |
| 2014 | "Pył"                                                                | Fisz Emade Tworzywo            | Marek Skrzecz                                                   | [ 13 ] |
| 2015 | "The Fib"                                                            | Rysy                           | Filip Załuska                                                   | [ 14 ] |
| 2016 | "Deszcz na betonie"                                                  | Taco Hemingway                 | Tomasz Domański, Mikołaj Olizar-Zakrzewski i Łukasz Partyka     | [ 15 ] |
| 2017 | "Trains"                                                             | Poppy Ackroyd                  | Jola Kudela                                                     | [ 16 ] |
| 2019 | "Nag Champa"                                                         | Syny                           | Sebastian Pańczyk                                               | [ 17 ] |